# La Costa WCT 1982
Il La Costa WCT 1982 è stato un torneo di tennis giocato sul cemento. È stata la 4ª edizione del torneo che fa parte del World Championship Tennis 1982. Si è giocato a La Costa negli Stati Uniti dal 10 al 16 agosto 1982.

## Campioni

### Singolare maschile
Johan Kriek ha battuto in finale  Roscoe Tanner con il punteggio di 6–0 6–7 6–0 6–4

### Doppio maschile
Fritz Buehning /  Johan Kriek hanno battuto in finale  Robert Lutz /  Raúl Ramírez con il punteggio di 3–6, 7–6, 6–3